# Adam Kownacki
Adam Kownacki (* 27. März 1989 in Łomża, Woiwodschaft Podlachien, Polen) ist ein polnischer Boxer im Schwergewicht.

## Amateurkarriere
Bei den Amateuren nahm Kownacki in den Jahren 2007 und 2008 am Golden-Gloves-Turnier teil. Allerdings konnte er dort jeweils keine Medaille erringen. 2007 kam er bis ins Viertelfinale, wo er sich Joe Hanks einstimmig nach Punkten geschlagen geben musste.
2006 und 2009 wurde er New York Daily News Golden Gloves Champion und 2008 gewann er das Metros Tournament.

## Profikarriere
Kownacki bestritt seinen ersten Profikampf im Oktober 2009 und gewann 20 Kämpfe in Folge, davon 15 vorzeitig. Er besiegte unter anderem Artur Szpilka (20-2), Iago Kiladze (26-1), Charles Martin (25-1), Gerald Washington (19-2) und Chris Arreola (38-5).
Am 7. März 2020 verlor er dann durch TKO in der vierten Runde gegen Robert Helenius (29-3) und verlor auch den Rückkampf am 9. Oktober 2021 durch TKO in Runde 6. Seinen nächsten Kampf verlor er am 30. Juli 2022 nach Punkten gegen Ali Eren Demirezen (16-1).